# Église Saint-Louis de la Robertsau
Cet article concerne l'église située dans le quartier de la Robertsau. Pour l'église du quartier du Finkwiller et l'ancienne église de la citadelle, voir église Saint-Louis de Strasbourg et église Saint-Louis de la citadelle.
 (mars 2022).
Si vous disposez d'ouvrages ou d'articles de référence ou si vous connaissez des sites web de qualité traitant du thème abordé ici, merci de compléter l'article en donnant les références utiles à sa vérifiabilité et en les liant à la section « Notes et références ».
L'église Saint-Louis de la Robertsau est une église catholique située place Jeanne d'Arc dans le quartier de la Robertsau à Strasbourg.
Une autre église de Strasbourg, située dans le centre-ville, est également dédiée à Saint Louis.
L'église mesure 62 mètres de long sur 20 mètres de large. La façade se compose d'un portail surmonté d'un clocher central.

## Les cloches
Le clocher abrite une sonnerie de cinq cloches de volée (électrifiées). Les quatre plus grosses cloches ont été fondues en 1921 par la fonderie Paccard d'Annecy.
- Bourdon : Do 3 - Sacré-Cœur de Jésus : 2.145 kg
- Cloche 2 : Mi 3 - "Saint-Louis" : 1.072 kg
- Cloche 3 : Sol 3 - "Marie-Joseph" : 636,5 kg
- Cloche 4 : La 3 - "Sainte-Jeanne d'Arc" : 463 kg
- Cloche 5 : Do 4 - "Saint-Fiacre" : env. 230 kg

Cette cloche, la plus petite, fondue en 1869 par la fonderie Edel est la dernière représentante des cinq premières cloches de l'église, enlevées par les Allemands en 1917.

## L'orgue
Le narthex accueille un orgue tribune Stiehr datant de 1863 qui surplombe la nef centrale.

## Les vitraux
Les vitraux latéraux des bas-côté représentent les quatorze stations du chemin de croix du Christ. Ceux du transept illustrent des scènes de la vie de la Vierge Marie. Enfin ceux du chœur représentent Saint Léon IX, Saint Louis et Saint Arbogast.

## Les prêtres
Plusieurs prêtres de la paroisse sont inhumés dans une sépulture collective au cimetière Saint-Louis de Strasbourg (Robertsau).

Monument collectif des prêtres au cimetière Saint-Louis.
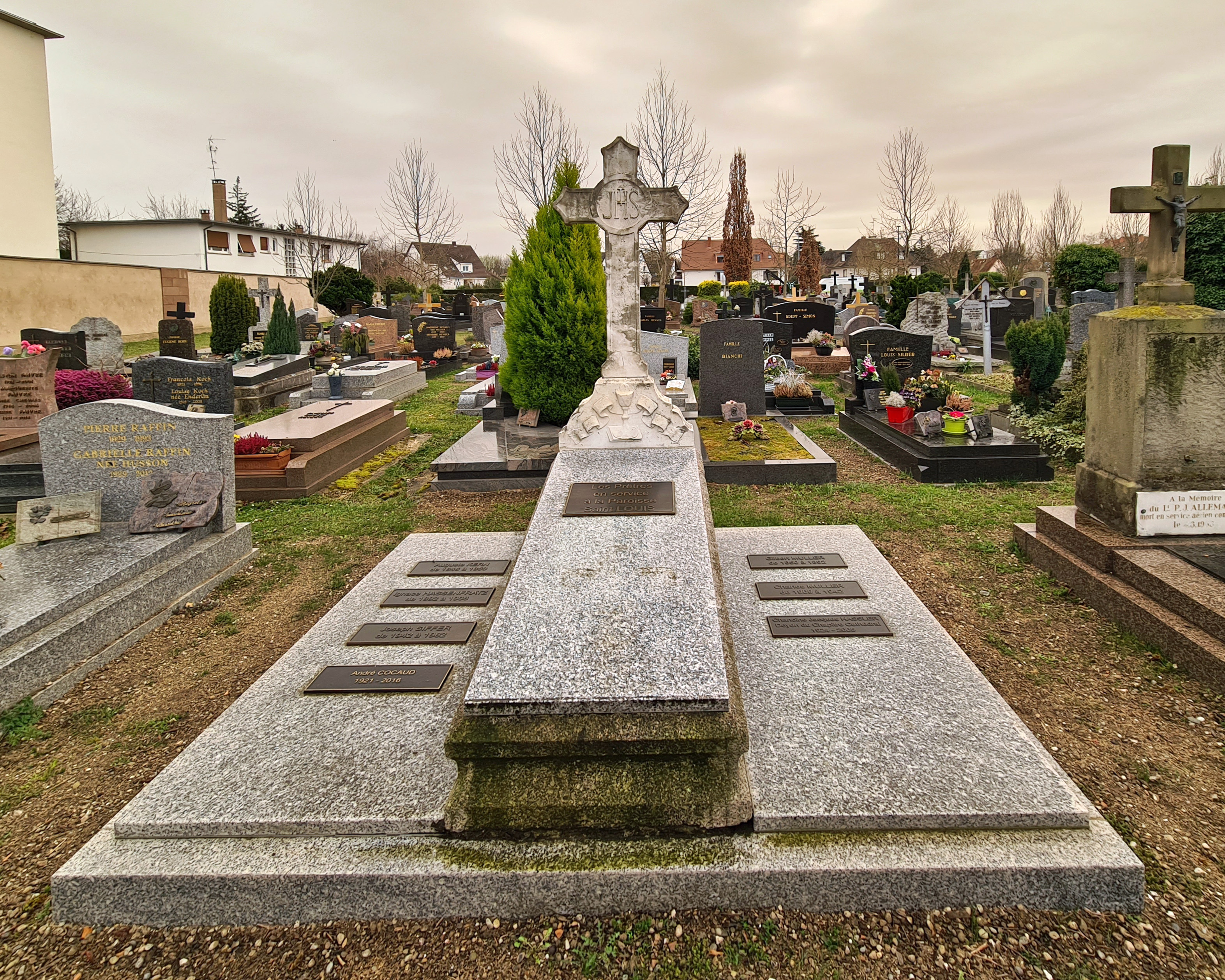
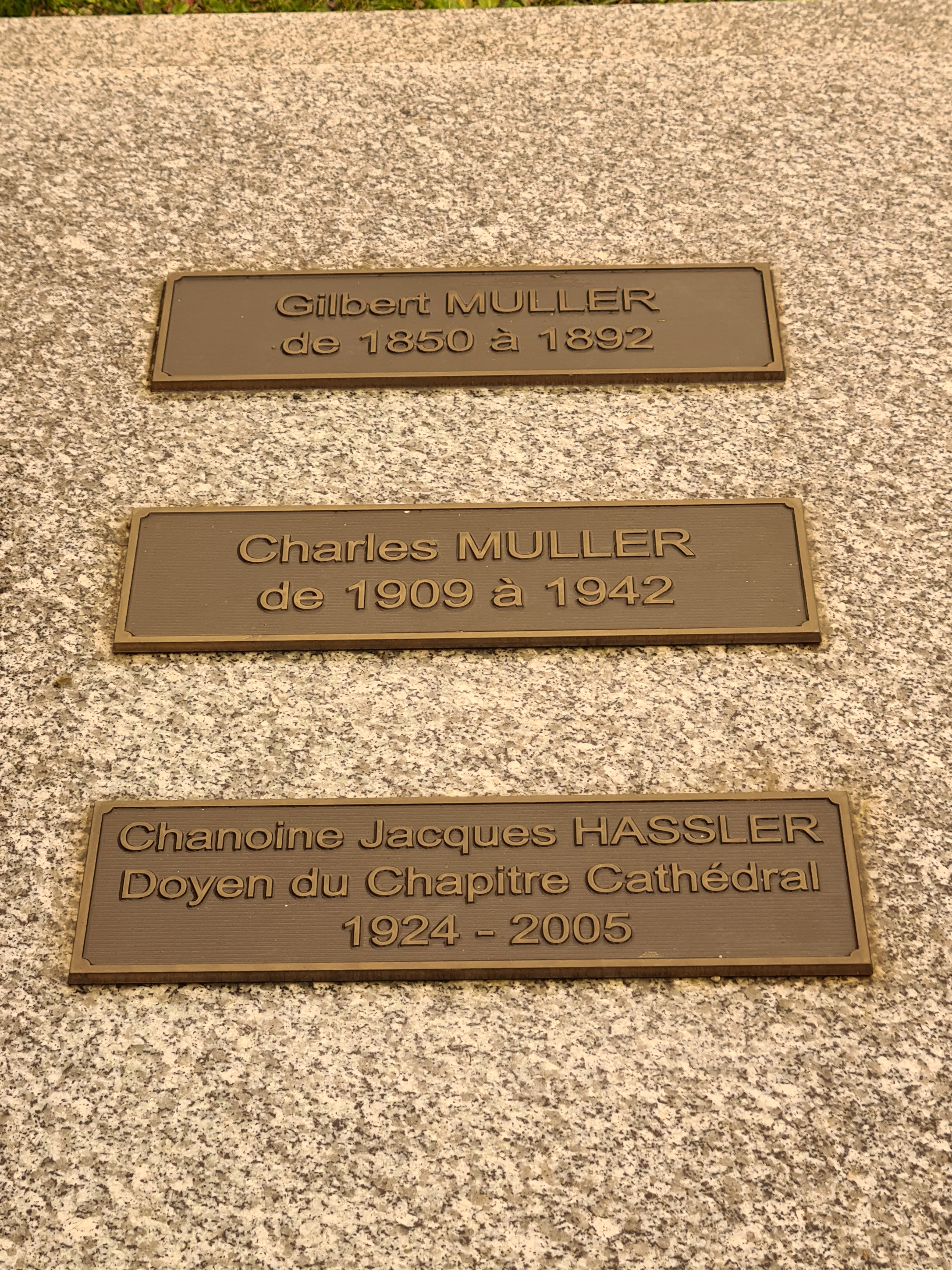
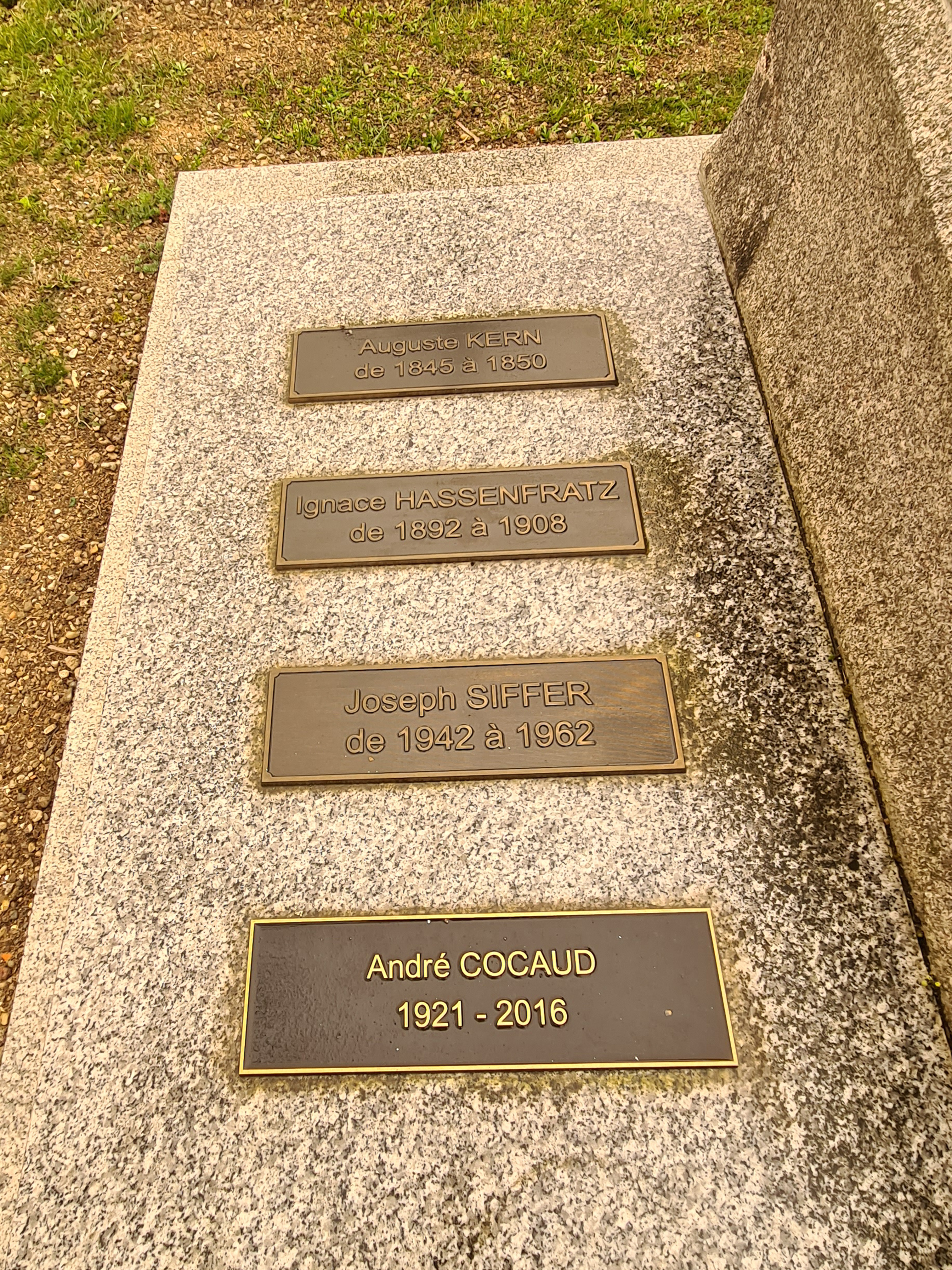